# دع وطني يستيقظ (كتاب)
دع وطني يستيقظ ، هو عنوان مؤلف للمفكر والسياسي التونسي والمعارض السابق لنظام بنعلي، ورئيس تونس السابق بعد الثورة التونسية، المنصف المرزوقي، صدر عن دار النشر للمغرب العربي سنة 1986.